# Doudou N'Diaye
Pour les articles homonymes, voir N'Diaye.
Ne doit pas être confondu avec Doudou N'diaye Rose.
Doudou N'Diaye, né le 17 janvier 1951, est un athlète sénégalais, spécialiste du saut en longueur.

## Biographie
Il remporte le titre du saut en longueur des Championnats d'Afrique 1982, au Caire, avec un saut à 7,62 m, devançant l’Égyptien Mohamed Kharib Mansour et le Kényan Moses Kiyai. 

## Carrière d'entraîneur
Il fut l'entraineur de la première équipe féminine de football du Sénégal (les gazelles de la municipilatié de Dakar) où joua notamment Aminata Touré qui devint par après Première Ministre du Sénégal. 
Après le foot, il s'attaqua à l'athlétisme. Ayant plusieurs cordes à son arc, N'diaye Doudou sera l'entraineur de plusieurs athlètes dont certains se placèrent sur les podiums internationaux.
On peut citer entre autres:
- Joseph Batangoton (Cameroun), vice champion du monde en salle sur 200m.
- Amadou Mbanick Mbaye (Sénégal) champion d'Afrique sur 200m
- Marie-Louise Bevis (France), plusieurs fois championne de France sur 400m.
- Fatima Yusuf (Nigéria), finaliste aux JO d'Atlanta.
- Needy Guims (France), champion de France sur 100m.
- Aïssatou Tandian (Sénégal), vice-championne d'Afrique sur 400m.

### Palmarès
| Date | Compétition            | Lieu     | Résultat | Épreuve          | Marque |
| ---- | ---------------------- | -------- | -------- | ---------------- | ------ |
| 1982 | Championnats d'Afrique | Le Caire | 1er      | Saut en longueur | 7,62 m |

### Records
| Épreuve          | Performance | Lieu   | Date   |                 |
| ---------------- | ----------- | ------ | ------ | --------------- |
| Saut en longueur | Plein air   | 7,66 m | Moscou | 27 juillet 1980 |